# Метрика Громова — Гаусдорфа
Метрика Громова — Гаусдорфа — спосіб визначити відстань між двома компактними метричними просторами. Точніше, це метрика на множині ізометричних класів компактних метричних просторів.

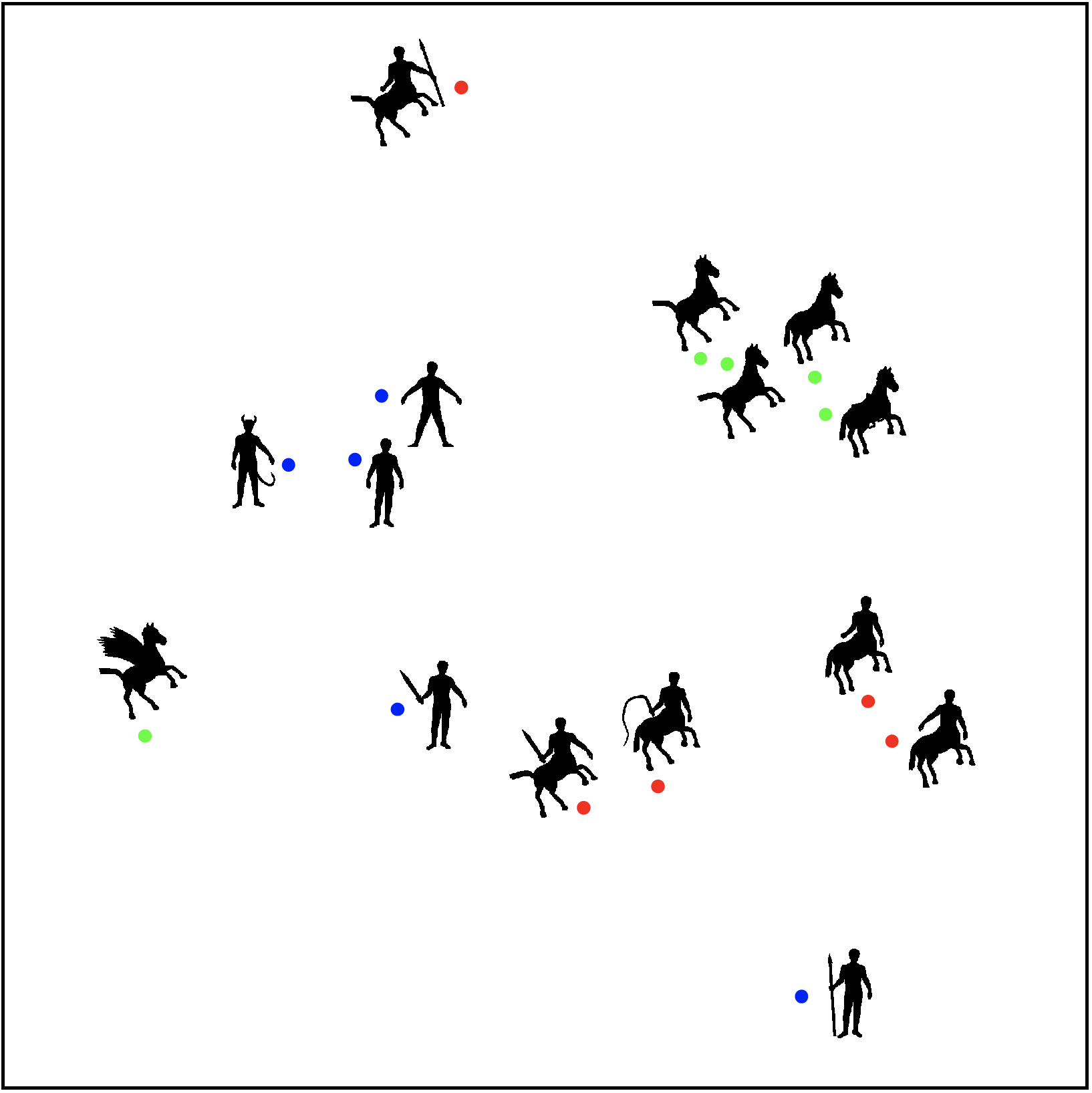
Візуалізація повної подібності (відстань Громова-Гаусдорфа) між міфологічними істотами

1975 року цю метрику ввів Едвардс, а потім 1981 року перевідкрив і узагальнив М. Л. Громов. Громов використав цю метрику в доведенні теореми про групи поліноміального зростання.

## Визначення
Відстань Громова — Гаусдорфа між ізометричними класами компактних метричних просторів {\displaystyle X} і {\displaystyle Y} визначається як точна нижня грань відстаней Гаусдорфа між їх образами при глобально-ізометричних вкладеннях {\displaystyle X\hookrightarrow Z} і {\displaystyle Y\hookrightarrow Z} у спільний метричний простір {\displaystyle Z}. При цьому точна нижня грань береться як за всіма глобально ізометричними вкладеннями, так і за всіма просторами {\displaystyle Z}.
Еквівалентно, можна визначити відстань Громова — Гаусдорфа як точну нижню грань відстаней Гаусдорфа між {\displaystyle X} і {\displaystyle Y} у диз'юнктному об'єднанні {\displaystyle X\sqcup Y}, з метрикою {\displaystyle \rho } такою, що звуження {\displaystyle \rho } на {\displaystyle X} збігається з метрикою на {\displaystyle X} і звуження {\displaystyle \rho } на {\displaystyle Y} збігається з метрикою на {\displaystyle Y}. При цьому точна нижня грань береться за всіма такими метриками {\displaystyle \rho } .

## Пов'язані визначення
- Послідовність ізометричних класів компактних метричних просторів {\displaystyle X_{n}} збігається до ізометричного класу компактного метричного простору {\displaystyle X_{\infty }}, якщо {\displaystyle d_{GH}(X_{n},X_{\infty })\to 0} при {\displaystyle n\to \infty }.

## Властивості
- Метричний простір {\displaystyle GH} є лінійно зв'язним, повним, сепарабельним і зі внутрішньою метрикою.
  - Більш того, {\displaystyle GH} є геодезичним[5]; тобто, будь-які дві його точки з'єднуються найкоротшою кривою, довжина якої дорівнює відстані між цими точками.
- Простір Громова — Гаусдорфа {\displaystyle GH} глобально неоднорідний; тобто, його група ізометрій тривіальна, проте локально є багато нетривіальних ізометрій.
- Простір {\displaystyle GH} ізометричний простору класів конгруентності компактних підмножин простору Урисона {\displaystyle {\mathcal {U}}} з метрикою Гаусдорфа з точністю до руху {\displaystyle {\mathcal {U}}}[6].
- Будь-яке цілком рівномірно обмежене сімейство метричних просторів є відносно компактним у метриці Громова — Гаусдорфа.
  - Сімейство {\displaystyle X} метричних просторів називають цілком рівномірно обмеженим, якщо діаметри всіх просторів цього сімейства обмежені однією і тією ж сталою, і для будь-якого {\displaystyle \varepsilon >0} існує таке ціле додатне число {\displaystyle N(\varepsilon )}, що будь-який простір з {\displaystyle X} допускає {\displaystyle \varepsilon }-мережу з не більш ніж {\displaystyle N(\varepsilon )} точок.
  - З цієї властивості, зокрема, випливає теорема Громова про компактність, аналогічна теоремі вибору Бляшке для метрики Гаусдорфа.

## Варіації та узагальнення
- У визначенні можна замінити компактність на скінченність діаметра, але при цьому ми визначимо метрику на класі об'єктів (а не на множині). Тобто, формально кажучи, клас усіх ізометричних класів метричних просторів зі скінченним діаметром, доповнений метрикою Громова — Гаусдорфа, не є метричним простором.
- Якщо дозволити метриці набувати значення {\displaystyle \infty }, можна також відмовитися від скінченності діаметра.